# Пепинела (Торино)
Пепинела је насеље у Италији у округу Торино, региону Пијемонт.
Према процени из 2011. у насељу је живело 9 становника. Насеље се налази на надморској висини од 335 м.